# 18295 Borispetrov
18295 Borispetrov este un asteroid din centura principală de asteroizi.

## Descriere
18295 Borispetrov este un asteroid din centura principală de asteroizi. A fost descoperit pe 2 octombrie 1978 la Observatorul de Astrofizică din Crimeea de Liudmila Juravliova. Asteroidul prezintă o orbită caracterizată de o semiaxă mare de 2,67 ua, o excentricitate de 0,26 și o înclinație de 10,4° în raport cu ecliptica.